# 空中の悲劇
『空中の悲劇』（くうちゅうのひげき、原題 仏: Un drame dans les airs ）は、1851年に発表されたジュール・ヴェルヌの短編科学小説。

## 概要
1851年8月に『Musée des familles』誌に『La science en famille. Un voyage en ballon』の題名で掲載され、1874年にヴェルヌの存命中に唯一刊行された短篇集である『オクス博士』に収録された。1844年に『ザ・サン』紙に掲載されたエドガー・アラン・ポーの『軽気球夢譚』（The Balloon-Hoax）の影響が垣間見られる。1863年にはヴェルヌの出世作となる『気球に乗って五週間』が執筆された。

## あらすじ
フランスから来た気球乗りがフランクフルトから離陸しようとしていると、突如現れた青白い顔の青年が乗り込み物語が始まる。

## 登場人物
- 気球乗り (l'aéronaute) - フランス出身の気球乗りで、3人のドイツ人と共にフランクフルトの上空を飛行する予定だったが、他の3人は参加を辞退した。
- 青白い顔の青年 (le jeune homme pâle) - 気球に詳しい青白い顔のフランス人の青年。

## 日本語訳
- 『空中のドラマ』重本利一・前原昌仁（訳）、第三書房、1969年 - フランス語学習者のための参考書。
- 『空中の悲劇』江口清（訳）、パシフィカ、1979年 - 『洋上都市』に収録。
  - 文遊社、2013年 - 『永遠のアダム』に収録。